# Alphege I Starszy
Alphege I Starszy (Ælfheah, Aelfheah the Bald, Alphege the Elder; data urodzenia nieznana; zm. 12 marca 951) – biskup Winchesteru, święty kościoła katolickiego i anglikańskiego.
Alphege był mnichem, benedyktynem. Przebywał na dworze króla Athelstana do czasu, gdy w 934 został wyświęcony na biskupa Winchesteru, na miejsce zmarłego Byrnstana. Zasłynął z wielkiej pobożności i popularyzowania życia zakonnego. Udzielił święceń kapłańskich dwóm świętym: Dunstanowi i Ethewoldowi (Podobno św. Dunstan miał odpowiedzieć Alphege, że woli miłość niż życie mnicha. Święty modlił się później o jego nawrócenie. Dunstan zachorował, prawdopodobnie na trąd. Wszelkie objawy choroby ustąpiły, gdy zdecydował się wstąpić do klasztoru i przyjął święcenia kapłańskie). Zmarł 12 marca 951 roku. Po śmierci został ogłoszony świętym, a jego relikwie złożono w Old Minister w Winchester. Kolejnym biskupem Winchester został Aelfsige.
Dniem jego wspomnienia jest 12 marca.